# 巴亨比拉赫
巴亨比拉赫（德語：Bachenbülach）是瑞士联邦苏黎世州比拉赫区的市镇。该市镇面积为4.31平方千米，海拔高度430米，2018年12月31日人口数为4,165。

## 外部連結
- 巴亨比拉赫官方网站 （页面存档备份，存于） （德文）